# Homologe Reihe
Eine homologe Reihe (griech.: όμό ‚gleich‘, λογος ‚Sinn‘) ist eine Reihe von Stoffen, die sich über eine allgemeine Summenformel darstellen lässt und bei der ein Stoff dieser Reihe aus dem vorherigen Stoff durch „Hinzufügen“ eines weiteren „Kettengliedes“ gebildet wird. Der Begriff der homologen Reihe wurde 1843 von Charles Frédéric Gerhardt eingeführt und durch Jean Baptiste Dumas für organische Carbonsäuren und Alkohole durch Messung von physikalischen Eigenschaften nachgewiesen. Die chemischen Eigenschaften der die homologe Reihe bildenden Verbindungen sind ähnlich. Die chemischen und physikalischen Eigenschaften variieren systematisch mit der Kettenlänge. Beispielsweise ändern sich mit der Zunahme der Kettenlänge der Moleküle die Schmelz- und Siedepunkte und die Viskosität (meist parallel zunehmend). Auch die Löslichkeitseigenschaften gegenüber anderen Medien können sich ändern. 
Die homologe Reihe der Alkane ist besonders bekannt, gleichwohl gibt es noch diverse weitere Reihen.

## Homologie als Strukturähnlichkeit
Der Begriff Homolog wird manchmal auch außerhalb des Begriffes homologe Reihe verwendet und bezeichnet dann Substanzen, die von ihrer chemischen Struktur her ähnlich sind und demzufolge sich auch in ihren Eigenschaften ähneln. Dies wird häufig auch für die chemischen Elemente in der gleichen Gruppe des Periodensystems verwendet. Die Elemente, die unter dem betreffenden Element stehen, werden als höhere Homologen, jene über dem Element als leichtere Homologen bezeichnet.

## Beispiele für homologe Reihen
n und m sind jeweils ganze Zahlen.

### Organische Chemie

#### Kohlenwasserstoffe
- Alkane (CnH2n+2)
- Cycloalkane (CnH2n)
- Alkene (CnH2n)
- Alkine (CnH2n−2)

#### Carbonsäuren und Perfluorcarbonsäuren
- Monocarbonsäuren (CnH2nO2)
- Perfluorcarbonsäuren (CnF2n+1COOH)

### Anorganische Chemie

#### Hydride
- Phosphane (PnHn+m, m = 2, 0, −2, −4, −6, …)
- Silane (SinH2n+2)
- Borane (BnHm)

#### Oxide
- Die Elemente der Stickstoffgruppe bilden sowohl die homologe Reihe der Trioxide N2O3, P2O3, As2O3, Sb2O3 und Bi2O3, als auch die Reihe der Oxide N2O5, P2O5, As2O5,  Sb2O5 und Bi2O5.